# Kazachstan na Letnich Igrzyskach Olimpijskich 2012
Kazachstan na Letnich Igrzyskach Olimpijskich 2012 reprezentowało 115 sportowców w 18 dyscyplinach. Zdobyli oni 13 medali: 7 złotych, 1 srebrny i 5 brązowych, zajmując 12. miejsce w klasyfikacji medalowej.
Był to piąty start reprezentacji Kazachstanu na letnich igrzyskach olimpijskich.

## Zdobyte medale
| Medal  | Zawodnik              | Dyscyplina sportowa  | Konkurencja                      |
| ------ | --------------------- | -------------------- | -------------------------------- |
| Złoto  | Aleksandr Winokurow   | Kolarstwo            | wyścig ze startu wspólnego       |
| Złoto  | Ilja Iljin            | Podnoszenie ciężarów | do 94 kg mężczyzn                |
| Złoto  | Zülfija Czinszanło    | Podnoszenie ciężarów | do 53 kg kobiet                  |
| Złoto  | Majia Maneza          | Podnoszenie ciężarów | do 63 kg kobiet                  |
| Złoto  | Swietłana Podobiedowa | Podnoszenie ciężarów | do 75 kg kobiet                  |
| Złoto  | Olga Rypakowa         | Lekkoatletyka        | trójskok                         |
| Złoto  | Seryk Säpijew         | Boks                 | do 69 kg mężczyzn                |
| Srebro | Ädylbek Nijazymbetow  | Boks                 | do 81 kg mężczyzn                |
| Brąz   | Guzel Maniurowa       | Zapasy               | styl wolny do 72 kg kobiet       |
| Brąz   | Akżürek Tangatarow    | Zapasy               | styl wolny do 66 kg mężczyzn     |
| Brąz   | Danijał Gadżijew      | Zapasy               | styl klasyczny do 84 kg mężczyzn |
| Brąz   | Iwan Dyczko           | Boks                 | powyżej 91 kg mężczyzn           |
| Brąz   | Marina Wolnowa        | Boks                 | do 75 kg kobiet                  |

## Reprezentanci

### Boks
Mężczyźni
| Zawodnik             | Konkurencja                     | 1/16             | 1/8              | Ćwierćfinały        | Półfinały        | Finał               | Finał   |
| Zawodnik             | Konkurencja                     | Przeciwnik Wynik | Przeciwnik Wynik | Przeciwnik Wynik    | Przeciwnik Wynik | Przeciwnik Wynik    | Pozycja |
| -------------------- | ------------------------------- | ---------------- | ---------------- | ------------------- | ---------------- | ------------------- | ------- |
| Birżan Żakypow       | Waga papierowa (do 49 kg)       | Beccu W 18-17    | Barriga W 17-16  | Zou S P 10-13       | NQ               | NQ                  | NQ      |
| Ilyas Suleimenow     | Waga musza (do 52 kg)           | Ntuve W 13-8     | Selby P 15-19    | NQ                  | NQ               | NQ                  | NQ      |
| Kanat Abutalipow     | Waga kogucia (do 56 kg)         | Slamana W 15-7   | Nevin P 10-15    | NQ                  | NQ               | NQ                  | NQ      |
| Gani Żajłauow        | Waga lekka (do 60 kg)           | Ardee W 12+-12   | Bhagwan W 16-8   | Toledo P 11-19      | NQ               | NQ                  | NQ      |
| Denijar Jeleussinow  | Waga lekkopółśrednia (do 64 kg) | Herring W 19-9   | Tolouti W 19-10  | Mangiacapre P 12-16 | NQ               | NQ                  | NQ      |
| Serik Sapijew        | Waga półśrednia (do 69 kg)      | BYE              | Suzuki W 25-11   | Maestre W 20-9      | Zamkowoj W 18-12 | Evans W 17-9        | złoto   |
| Danabek Sużanow      | Waga średnia (do 75 kg)         | Singh P 10-14    | NQ               | NQ                  | NQ               | NQ                  | NQ      |
| Adilbek Nijazymbetow | Waga półciężka (do 81 kg)       | BYE              | Góngora W 13-8   | Rouzbahani W 13-10  | Gwozdyk W 13+-13 | Miechoncew P 15-15+ | srebro  |
| Iwan Dyczko          | Waga superciężka (ponad 91 kg)  | —                | Pfeifer W 14-4   | Kean W 20-6         | Joshua P 11-13   | NQ                  | brąz    |

Kobiety
| Zawodniczka      | Konkurencja            | 1/8                 | Ćwierćfinał         | Półfinał            | Finał               | Finał   |
| Zawodniczka      | Konkurencja            | Przeciwniczka Wynik | Przeciwniczka Wynik | Przeciwniczka Wynik | Przeciwniczka Wynik | Miejsce |
| ---------------- | ---------------------- | ------------------- | ------------------- | ------------------- | ------------------- | ------- |
| Saida Chassenowa | Waga lekka (do 60 kg)  | Araújo P 14-16      | NQ                  | NQ                  | NQ                  | NQ      |
| Marina Wolnowa   | Waga średnia (do 75kg) | Andiego W 20-11     | Marshall W 16-12    | Shields P 15-29     | NQ                  | brąz    |

### Gimnastyka

#### Gimnastyka artystyczna
| Zawodnik       | Konkurencja           | Eliminacje | Eliminacje | Finał | Finał   |
| Zawodnik       | Konkurencja           | Wynik      | Pozycja    | Wynik | Pozycja |
| -------------- | --------------------- | ---------- | ---------- | ----- | ------- |
| Anna Aljabiewa | wielobój indywidualny | 106.425    | 15.        | NQ    | NQ      |

#### Gimnastyka sportowa
Mężczyźni
| Zawodnik          | Konkurencja           | Kwalifikacje | Kwalifikacje | Kwalifikacje | Kwalifikacje | Kwalifikacje | Kwalifikacje | Kwalifikacje | Kwalifikacje | Finał    | Finał    | Finał    | Finał    | Finał    | Finał    | Finał | Finał   |
| Zawodnik          | Konkurencja           | Przyrząd     | Przyrząd     | Przyrząd     | Przyrząd     | Przyrząd     | Przyrząd     | Razem        | Miejsce      | Przyrząd | Przyrząd | Przyrząd | Przyrząd | Przyrząd | Przyrząd | Razem | Miejsce |
| Zawodnik          | Konkurencja           | FX           | PH           | SR           | VT           | PB           | HB           | Razem        | Miejsce      | FX       | PH       | SR       | VT       | PB       | HB       | Razem | Miejsce |
| ----------------- | --------------------- | ------------ | ------------ | ------------ | ------------ | ------------ | ------------ | ------------ | ------------ | -------- | -------- | -------- | -------- | -------- | -------- | ----- | ------- |
| Stiepan Gorbaczew | Wielobój indywidualny | 13.900       | 13.733       | 13.533       | 15.666       | 13.433       | 13.666       | 83.931       | 30.          | NQ       | NQ       | NQ       | NQ       | NQ       | NQ       | NQ    | NQ      |

Kobiety
| Zawodniczka    | Konkurencja           | Kwalifikacje | Kwalifikacje | Kwalifikacje | Kwalifikacje | Kwalifikacje | Kwalifikacje | Finał    | Finał    | Finał    | Finał    | Finał | Finał   |
| Zawodniczka    | Konkurencja           | Przyrząd     | Przyrząd     | Przyrząd     | Przyrząd     | Razem        | Miejsce      | Przyrząd | Przyrząd | Przyrząd | Przyrząd | Razem | Miejsce |
| Zawodniczka    | Konkurencja           | FX           | VT           | UB           | BB           | Razem        | Miejsce      | FX       | VT       | UB       | BB       | Razem | Miejsce |
| -------------- | --------------------- | ------------ | ------------ | ------------ | ------------ | ------------ | ------------ | -------- | -------- | -------- | -------- | ----- | ------- |
| Moldir Azimbaj | Wielobój indywidualny | 11.933       | 12.800       | 10.700       | 11.566       | 46.999       | 58.          | NQ       | NQ       | NQ       | NQ       | NQ    | NQ      |

### Judo
Mężczyźni
| Zawodnik            | Konkurencja | 1/32                  | 1/16                 | 1/8                   | Ćwierćfinał      | Półfinał         | Repesaże         | O 3. miejsce     | Finał            | Finał   |
| Zawodnik            | Konkurencja | Przeciwnik Wynik      | Przeciwnik Wynik     | Przeciwnik Wynik      | Przeciwnik Wynik | Przeciwnik Wynik | Przeciwnik Wynik | Przeciwnik Wynik | Przeciwnik Wynik | Pozycja |
| ------------------- | ----------- | --------------------- | -------------------- | --------------------- | ---------------- | ---------------- | ---------------- | ---------------- | ---------------- | ------- |
| Jerkebulan Kossajew | −60 kg      | BYE                   | Pessoa W 0001-0000   | Davtjan P 0000-0100   | NQ               | NQ               | NQ               | NQ               | NQ               | NQ      |
| Sergiej Lim         | −66 kg      | BYE                   | Iwanow W 0101-0001   | Ebinuma P 0001-0010   | NQ               | NQ               | NQ               | NQ               | NQ               | NQ      |
| Rinat Ibragimow     | −73 kg      | BYE                   | Wang KC W 0000-1001  | NQ                    | NQ               | NQ               | NQ               | NQ               | NQ               | NQ      |
| Islam Bozbajew      | −81 kg      | Wasylenko W 1000-0001 | Denanyoh W 0200-0000 | Bischof P 0002-1011   | NQ               | NQ               | NQ               | NQ               | NQ               | NQ      |
| Timur Bolat         | −90 kg      | —                     | Mesbah W 1002-0011   | Nishiyama P 0000-0010 | NQ               | NQ               | NQ               | NQ               | NQ               | NQ      |
| Maksim Rakow        | −100 kg     | —                     | Qasımov P 0000-0011  | NQ                    | NQ               | NQ               | NQ               | NQ               | NQ               | NQ      |
| Jerżan Szynkiejew   | + 100 kg    | —                     | Jaballah P 0001-0001 | NQ                    | NQ               | NQ               | NQ               | NQ               | NQ               | NQ      |

Kobiety
| Zawodniczka           | Konkurencja | 1/16                | 1/8                  | Ćwierćfinał         | Półfinał            | Repasaże             | O 3. miejsce        | Finał               | Finał   |
| Zawodniczka           | Konkurencja | Przeciwniczka Wynik | Przeciwniczka Wynik  | Przeciwniczka Wynik | Przeciwniczka Wynik | Przeciwniczka Wynik  | Przeciwniczka Wynik | Przeciwniczka Wynik | Pozycja |
| --------------------- | ----------- | ------------------- | -------------------- | ------------------- | ------------------- | -------------------- | ------------------- | ------------------- | ------- |
| Aleksandra Podriadowa | −48 kg      | BYE                 | Munkhbat P 0001-0010 | NQ                  | NQ                  | NQ                   | NQ                  | NQ                  | NQ      |
| Gulżan Issanowa       | + 78 kg     | BYE                 | Kim NY W 0012+-0012  | Bryant P 0011-0102  | NQ                  | Altheman P 0002-0111 | NQ                  | NQ                  | 7.      |

### Kajakarstwo

#### Kajakarstwo górskie
Mężczyźni
| Zawodnik          | Konkurencja | Preeliminacje | Preeliminacje | Preeliminacje | Preeliminacje | Preeliminacje | Preeliminacje | Półfinał | Półfinał | Finał | Finał   | Łącznie | Miejsce |
| Zawodnik          | Konkurencja | Zjazd 1       | Miejsce       | Zjazd 2       | Miejsce       | Łącznie       | Miejsce       | Czas     | Miejsce  | Czas  | Miejsce | Łącznie | Miejsce |
| ----------------- | ----------- | ------------- | ------------- | ------------- | ------------- | ------------- | ------------- | -------- | -------- | ----- | ------- | ------- | ------- |
| Rafaił Wergojazow | C-1         | 125.49        | 15.           | 225.23        | 17.           | 125.49        | 17.           | NQ       | NQ       | NQ    | NQ      | NQ      | NQ      |

#### Kajakarstwo klasyczne
Mężczyźni
| Zawodnik                               | Konkurencja | Eliminacje | Eliminacje | Półfinał | Półfinał | Finał    | Finał   |
| Zawodnik                               | Konkurencja | Czas       | Miejsce    | Czas     | Miejsce  | Czas     | Miejsce |
| -------------------------------------- | ----------- | ---------- | ---------- | -------- | -------- | -------- | ------- |
| Jewgienij Aleksiejew Aleksiej Dergunow | K-2 200 m   | 34.254     | 6. FB      | BYE      | BYE      | 35.494   | 9.      |
| Jewgienij Aleksiejew Aleksiej Dergunow | K-2 1000 m  | 3:32.176   | 5.         | 3:17.788 | 4. FB    | 3:14.867 | 11.     |
| Aleksandr Djadczuk                     | C-1 200 m   | 43.204     | 3.         | 42.359   | 5. FB    | 45.283   | 14.     |
| Aleksandr Djadczuk                     | C-1 1000 m  | 4:44.175   | 4.         | 4:56.724 | 8. FB    | 4:55.737 | 16.     |

Kobiety
| Zawodniczka        | Konkurencja | Eliminacje | Eliminacje | Półfinał | Półfinał | Finał    | Finał   |
| Zawodniczka        | Konkurencja | Czas       | Miejsce    | Czas     | Miejsce  | Czas     | Miejsce |
| ------------------ | ----------- | ---------- | ---------- | -------- | -------- | -------- | ------- |
| Natalia Sergiejewa | K-1 200 m   | 43.257     | 5.         | 42.602   | 7.       | NQ       | NQ      |
| Natalia Sergiejewa | K-1 500 m   | 1:54.445   | 4.         | 1:53.888 | 4. FB    | 1:54.707 | 13.     |

### Kolarstwo

#### Kolarstwo szosowe
Mężczyźni
| Zawodnik            | Konkurencja                | Czas     | Miejsce |
| ------------------- | -------------------------- | -------- | ------- |
| Asan Bazajew        | Wyścig ze startu wspólnego | 5:46:37  | 43.     |
| Asan Bazajew        | Jazda indywidualna na czas | 56:40.77 | 31.     |
| Aleksandr Winokurow | Wyścig ze startu wspólnego | 5:45:57  | złoto   |
| Aleksandr Winokurow | Jazda indywidualna na czas | 55:37.05 | 23.     |

### Lekkoatletyka
Mężczyźni
| Zawodnik            | Konkurencja           | Eliminacje | Eliminacje | Półfinał | Półfinał | Finał   | Finał   |
| Zawodnik            | Konkurencja           | Wynik      | Miejsce    | Wynik    | Miejsce  | Wynik   | Miejsce |
| ------------------- | --------------------- | ---------- | ---------- | -------- | -------- | ------- | ------- |
| Wiaczesław Murawiew | 200 m                 | 21.75      | 7.         | NQ       | NQ       | NQ      | NQ      |
| Siergiej Zajkow     | 400 m                 | 47.12      | 7.         | NQ       | NQ       | NQ      | NQ      |
| Wiktor Leptikow     | 400 m przez płotki    | 51.67      | 8.         | NQ       | NQ       | NQ      | NQ      |
| Artem Kosinow       | 3000 m z przeszkodami | 8:42.27    | 10.        | —        | —        | NQ      | NQ      |
| Gieorgij Szejko     | chód na 20 km         | —          | —          | —        | —        | 1:23:52 | 35.     |
| Witalij Aniczkin    | chód na 50 km         | —          | —          | —        | —        | 4:14:09 | 49.     |

| Zawodnik        | Konkurencja   | Kwalifikacje | Kwalifikacje | Finał    | Finał   |
| Zawodnik        | Konkurencja   | Rezultat     | Miejsce      | Rezultat | Miejsce |
| --------------- | ------------- | ------------ | ------------ | -------- | ------- |
| Nikita Filippow | skok o tyczce | 5.35         | =18.         | NQ       | NQ      |
| Jewgienij Ektow | trójskok      | 16.31        | 19.          | NQ       | NQ      |
| Roman Walijew   | trójskok      | 16.23        | 21.          | NQ       | NQ      |

Dziesięciobój
| Zawodnik       | Konkurencja | 100 m | LJ   | SP    | HJ   | 400 m | 110H  | DT    | PV   | JT    | 1500 m  | Finał | Miejsce |
| -------------- | ----------- | ----- | ---- | ----- | ---- | ----- | ----- | ----- | ---- | ----- | ------- | ----- | ------- |
| Dmitrij Karpow | Wynik       | 10.91 | 7.21 | 16.47 | 1.99 | 49.83 | 14.40 | 44.93 | 5.10 | 49.93 | 5:16.83 | 7926  | 18.     |
| Dmitrij Karpow | Punkty      | 881   | 864  | 880   | 794  | 822   | 924   | 765   | 941  | 588   | 467     | 7926  | 18.     |

Kobiety
| Zawodniczka           | Konkurencja        | Eliminacje | Eliminacje | Ćwierćfinał | Ćwierćfinał | Półfinał | Półfinał | Finał   | Finał   |
| Zawodniczka           | Konkurencja        | Wynik      | Miejsce    | Wynik       | Miejsce     | Wynik    | Miejsce  | Wynik   | Miejsce |
| --------------------- | ------------------ | ---------- | ---------- | ----------- | ----------- | -------- | -------- | ------- | ------- |
| Olga Błudowa          | 100 m              | BYE        | BYE        | 11.31       | 2.          | 11.39    | 8.       | NQ      | NQ      |
| Wiktorija Ziabkina    | 200 m              | 23.49      | 7.         | —           | —           | NQ       | NQ       | NQ      | NQ      |
| Marina Maslenko       | 400 m              | 53.66      | 6.         | —           | —           | NQ       | NQ       | NQ      | NQ      |
| Margarita Matsko      | 800 m              | 2:02.12    | 5.         | —           | —           | 1:59.20  | 3.       | NQ      | NQ      |
| Natalija Iwoninskaja  | 100 m przez płotki | 13.48      | 7.         | —           | —           | NQ       | NQ       | NQ      | NQ      |
| Anastasija Pilipienko | 100 m przez płotki | 13.77      | 5.         | —           | —           | NQ       | NQ       | NQ      | NQ      |
| Anastasija Soprunowa  | 100 m przez płotki | 13.40      | 4.         | —           | —           | NQ       | NQ       | NQ      | NQ      |
| Tatjana Azarowa       | 400 m przez płotki | 58.53      | 6.         | —           | —           | NQ       | NQ       | NQ      | NQ      |
| Ajman Kożachmetowa    | chód na 20 km      | —          | —          | —           | —           | —        | —        | 1:35:00 | 42.     |
| Szolpan Kożachmetowa  | chód na 20 km      | —          | —          | —           | —           | —        | —        | DNF     | DNF     |

| Zawodniczka       | Konkurencja    | Kwalifikacje | Kwalifikacje | Finał    | Finał   |
| Zawodniczka       | Konkurencja    | Rezultat     | Miejsce      | Rezultat | Miejsce |
| ----------------- | -------------- | ------------ | ------------ | -------- | ------- |
| Aleksandra Fisher | pchnięcie kulą | 16.16        | 29.          | NQ       | NQ      |
| Marina Aitowa     | skok wzwyż     | NM           | –            | NQ       | NQ      |
| Irina Ektowa      | trójskok       | 13.39        | 31.          | NQ       | NQ      |
| Olga Rypakowa     | trójskok       | 14.79        | 1.           | 14.98    | złoto   |

Siedmiobój
| Zawodniczka   | Konkurencja | 100H  | HJ   | SP    | 200 m | LJ   | JT    | 800 m   | Finał | Miejsce |
| ------------- | ----------- | ----- | ---- | ----- | ----- | ---- | ----- | ------- | ----- | ------- |
| Irina Karpowa | Wynik       | 14.21 | 1.68 | 11.68 | 25.42 | 5.70 | 35.75 | 2:28.93 | 5319  | 32.     |
| Irina Karpowa | Punkty      | 949   | 830  | 640   | 849   | 759  | 586   | 706     | 5319  | 32.     |

### Łucznictwo
Mężczyźni
| Zawodnik      | Konkurencja   | Runda rankingowa | Runda rankingowa | 1/32             | 1/16              | 1/8              | Ćwierćfinał      | Półfinał         | Finał            | Finał   |
| Zawodnik      | Konkurencja   | Punkty           | Rozstawienie     | Przeciwnik Wynik | Przeciwnik Wynik  | Przeciwnik Wynik | Przeciwnik Wynik | Przeciwnik Wynik | Przeciwnik Wynik | Pozycja |
| ------------- | ------------- | ---------------- | ---------------- | ---------------- | ----------------- | ---------------- | ---------------- | ---------------- | ---------------- | ------- |
| Dienis Gankin | indywidualnie | 670              | 17.              | Kamaruddin W 6-4 | Van der Ven P 1-7 | NQ               | NQ               | NQ               | NQ               | NQ      |

Kobiety
| Zawodniczka        | Konkurencja   | Runda rankingowa | Runda rankingowa | 1/32                | 1/16                | 1/8                 | Ćwierćfinał         | Półfinał            | Finał               | Finał   |
| Zawodniczka        | Konkurencja   | Punkty           | Rozstawienie     | Przeciwniczka Wynik | Przeciwniczka Wynik | Przeciwniczka Wynik | Przeciwniczka Wynik | Przeciwniczka Wynik | Przeciwniczka Wynik | Pozycja |
| ------------------ | ------------- | ---------------- | ---------------- | ------------------- | ------------------- | ------------------- | ------------------- | ------------------- | ------------------- | ------- |
| Anastasija Bannowa | indywidualnie | 614              | 54.              | Román P 2-6         | NQ                  | NQ                  | NQ                  | NQ                  | NQ                  | NQ      |

### Pięciobój nowoczesny
| Zawodnik           | Konkurencja | Szermierka | Szermierka | Szermierka | Pływanie | Pływanie | Pływanie | Jazda konna | Jazda konna | Jazda konna | Kombinacja: strzelanie/bieg przełajowy | Kombinacja: strzelanie/bieg przełajowy | Kombinacja: strzelanie/bieg przełajowy | Suma punktów | Pozycja |
| Zawodnik           | Konkurencja | Wynik      | M.         | Punkty     | Czas     | M.       | Punkty   | Kary        | M.          | Punkty      | Czas                                   | M.                                     | Punkty                                 | Suma punktów | Pozycja |
| ------------------ | ----------- | ---------- | ---------- | ---------- | -------- | -------- | -------- | ----------- | ----------- | ----------- | -------------------------------------- | -------------------------------------- | -------------------------------------- | ------------ | ------- |
| Pawieł Iliaszenko  | Mężczyźni   | 15-20      | =25.       | 760        | 2:06.62  | 21.      | 1244     | 164         | 30.         | 1036        | 10:49.80                               | 17.                                    | 2404                                   | 5432         | 29.     |
| Rustem Sabizchudin | Mężczyźni   | 19-16      | 10.        | 856        | 2:13.21  | 34.      | 1204     | 100         | 24.         | 1100        | 10:49.57                               | 16.                                    | 2404                                   | 5564         | 21.     |

### Piłka wodna
Mężczyźni
Reprezentacja Kazachstanu w piłce wodnej mężczyzn brała udział w rozgrywkach grupy A turnieju olimpijskiego, gdzie przegrała wszystkie 5 spotkań i nie awansowała do dalszej fazy.
- Trener: Siergiej Drozdow

| Nr | Imię i nazwisko    | Poz. | Wzrost (cm) | Waga (kg) | Data urodzenia            | Klub              |
| -- | ------------------ | ---- | ----------- | --------- | ------------------------- | ----------------- |
| 1  | Nikołaj Maksimow   | GK   | 190         | 95        | 15 listopada 1972(dts)    | SK Astana         |
| 2  | Siergiej Gubarew   | D    | 183         | 90        | 30 października 1978(dts) | Dinamo Moskwa     |
| 3  | Murat Szakenow     | D    | 183         | 71        | 23 września 1990(dts)     | SK Astana         |
| 4  | Siergiej Gorowoj   | CB   | 192         | 105       | 6 sierpnia 1975(dts)      | SK Astana         |
| 5  | Aleksiej Panfili   | CB   | 198         | 98        | 5 stycznia 1974(dts)      | Spartak Wołgograd |
| 6  | Aleksiej Szmider   | CB   | 183         | 80        | 19 marca 1990(dts)        | SK Astana         |
| 7  | Władimir Uszakow   | D    | 195         | 94        | 16 marca 1982(dts)        | Dinamo Moskwa     |
| 8  | Rustam Ukumanow    | D    | 192         | 86        | 22 marca 1986(dts)        | SK Astana         |
| 9  | Jewgienij Żiljajew | CB   | 191         | 93        | 13 lipca 1973(dts)        | SK Astana         |
| 10 | Michaił Rudaj      | CF   | 193         | 95        | 4 maja 1988(dts)          | SK Astana         |
| 11 | Rawił Manafow      | CF   | 194         | 98        | 22 czerwca 1988(dts)      | SK Astana         |
| 12 | Nikita Kokorin     | D    | 191         | 77        | 22 lipca 1989(dts)        | SK Astana         |
| 13 | Aleksandr Szwedow  | GK   | 197         | 85        | 11 kwietnia 1973(dts)     | SK Astana         |

Tabela grupy
29 lipca 2012
| Kazachstan | 6:14 | Hiszpania |

31 lipca 2012
| Kazachstan | 4:7 | Australia |

2 sierpnia 2012
| Grecja | 11:4 | Kazachstan |

4 sierpnia 2012
| Włochy | 9:6 | Kazachstan |

6 sierpnia 2012
| Kazachstan | 4:12 | Chorwacja |

### Pływanie
Mężczyźni
| Zawodnik           | Konkurencja               | Eliminacje | Eliminacje | Półfinał | Półfinał | Finał     | Finał   |
| Zawodnik           | Konkurencja               | Czas       | Miejsce    | Czas     | Miejsce  | Czas      | Miejsce |
| ------------------ | ------------------------- | ---------- | ---------- | -------- | -------- | --------- | ------- |
| Jurij Kudinow      | 10 km na otwartym akwenie | —          | —          | —        | —        | 1:52:59.0 | 22.     |
| Władisław Poljakow | 100 m klasycznym          | 1:02.15    | 34.        | NQ       | NQ       | NQ        | NQ      |
| Aleksandr Tarabrin | 100 m grzbietowym         | 55.55      | 38.        | NQ       | NQ       | NQ        | NQ      |
| Aleksandr Tarabrin | 200 m grzbietowym         | 2:01.22    | 30.        | NQ       | NQ       | NQ        | NQ      |

Kobiety
| Zawodniczka        | Konkurencja       | Eliminacje | Eliminacje | Półfinał | Półfinał | Finał | Finał   |
| Zawodniczka        | Konkurencja       | Czas       | Miejsce    | Czas     | Miejsce  | Czas  | Miejsce |
| ------------------ | ----------------- | ---------- | ---------- | -------- | -------- | ----- | ------- |
| Jekaterina Rudenko | 100 m grzbietowym | 1:03.64    | 38.        | NQ       | NQ       | NQ    | NQ      |

### Pływanie synchroniczne
| Zawodniczki                       | Konkurencja | Układ techniczny | Układ techniczny | Układ dowolny (eliminacje) | Układ dowolny (eliminacje) | Układ dowolny (eliminacje) | Układ dowolny (finał) | Układ dowolny (finał)      | Układ dowolny (finał) |
| Zawodniczki                       | Konkurencja | Punkty           | Miejsce          | Punkty                     | Razem (techniczny + wolny) | Miejsce                    | Punkty                | Razem (techniczny + wolny) | Miejsce               |
| --------------------------------- | ----------- | ---------------- | ---------------- | -------------------------- | -------------------------- | -------------------------- | --------------------- | -------------------------- | --------------------- |
| Anna Kulkina Ajgerim Żeksembinowa | Duet        | 84.600           | 15.              | 84.980                     | 169.580                    | 15.                        | NQ                    | NQ                         | NQ                    |

### Podnoszenie ciężarów
Mężczyźni
| Zawodnik            | Konkurencja | Rwanie | Rwanie  | Podrzut | Podrzut | Razem | Pozycja |
| Zawodnik            | Konkurencja | Wynik  | Pozycja | Wynik   | Pozycja | Razem | Pozycja |
| ------------------- | ----------- | ------ | ------- | ------- | ------- | ----- | ------- |
| Kirył Pawłow        | do 77 kg    | 147    | 10.     | 175     | 9.      | 322   | 9.      |
| Ilia Ilin           | do 94 kg    | 185    | 2.      | 233     | 1.      | 418   | złoto   |
| Ałmas Uteszow       | do 94 kg    | 175    | 8.      | 220     | 7.      | 395   | 7.      |
| Aleksandr Zajczikow | do 105 kg   | 155    | 15.     | 205     | 8.      | 360   | 12.     |

Kobiety
| Zawodniczka           | Konkurencja | Rwanie | Rwanie  | Podrzut | Podrzut | Razem | Pozycja |
| Zawodniczka           | Konkurencja | Wynik  | Pozycja | Wynik   | Pozycja | Razem | Pozycja |
| --------------------- | ----------- | ------ | ------- | ------- | ------- | ----- | ------- |
| Zülfija Czinszanło    | do 53 kg    | 95     | 3.      | 131     | 1.      | 226   | złoto   |
| Maja Maneza           | do 63 kg    | 110    | 2.      | 135     | 1.      | 245   | złoto   |
| Anna Nurmuchambetowa  | do 69 kg    | 115    | 3.      | 136     | 5.      | 251   | 5.      |
| Swietłana Podobiedowa | do 75 kg    | 130    | 2.      | 161     | 1.      | 291   | złoto   |

### Strzelectwo
Mężczyźni
| Zawodnik             | Konkurencja                | Kwalifikacje | Kwalifikacje | Finał  | Finał   |
| Zawodnik             | Konkurencja                | Punkty       | Miejsce      | Punkty | Miejsce |
| -------------------- | -------------------------- | ------------ | ------------ | ------ | ------- |
| Wiaczesław Podlesnyj | pistolet pneumatyczny 10 m | 565          | 40.          | NQ     | NQ      |
| Wiaczesław Podlesnyj | pistolet dowolny 50 m      | 540          | 34.          | NQ     | NQ      |

Kobiety
| Zawodniczka       | Konkurencja                             | Kwalifikacje | Kwalifikacje | Finał  | Finał   |
| Zawodniczka       | Konkurencja                             | Punkty       | Miejsce      | Punkty | Miejsce |
| ----------------- | --------------------------------------- | ------------ | ------------ | ------ | ------- |
| Olga Dowgun       | karabin pneumatyczny 10 m               | 394          | 22.          | NQ     | NQ      |
| Olga Dowgun       | karabin małokalibrowy trzy postawy 50 m | 578          | 24.          | NQ     | NQ      |
| Angelina Miczszuk | skeet                                   | 66           | 9.           | NQ     | NQ      |

### Szermierka
Mężczyźni
| Zawodnik          | Konkurencja          | 1/32             | 1/16              | 1/8              | Ćwierćfinały     | Półfinały        | Finał            | Finał   |    |
| Zawodnik          | Konkurencja          | Przeciwnik Wynik | Przeciwnik Wynik  | Przeciwnik Wynik | Przeciwnik Wynik | Przeciwnik Wynik | Przeciwnik Wynik | Pozycja |    |
| ----------------- | -------------------- | ---------------- | ----------------- | ---------------- | ---------------- | ---------------- | ---------------- | ------- | -- |
| Dmitrij Aleksanin | szpada indywidualnie | —                | Fernández P 12-15 | NQ               | NQ               | NQ               | NQ               | NQ      |    |
| Elmir Alimżanow   | szpada indywidualnie | —                | Nguyễn TN W 15-5  | Jung JS P 8-15   | NQ               | NQ               | NQ               | NQ      | NQ |

Kobiety
| Zawodniczka   | Konkurencja          | 1/32                | 1/16                | 1/8                 | Ćwierćfinały        | Półfinały           | Finał               | Finał   |
| Zawodniczka   | Konkurencja          | Przeciwniczka Wynik | Przeciwniczka Wynik | Przeciwniczka Wynik | Przeciwniczka Wynik | Przeciwniczka Wynik | Przeciwniczka Wynik | Pozycja |
| ------------- | -------------------- | ------------------- | ------------------- | ------------------- | ------------------- | ------------------- | ------------------- | ------- |
| Julija Żiwica | szabla indywidualnie | —                   | Gawriłowa P 7-15    | NQ                  | NQ                  | NQ                  | NQ                  | NQ      |

### Taekwondo
| Zawodnicy                | Konkurencja | 1/16              | Ćwierćfinał       | Półfinał          | Repasaż 1         | Repasaż 2         | Finał             | Finał   |
| Zawodnicy                | Konkurencja | Przeciwnicy Wynik | Przeciwnicy Wynik | Przeciwnicy Wynik | Przeciwnicy Wynik | Przeciwnicy Wynik | Przeciwnicy Wynik | Pozycja |
| ------------------------ | ----------- | ----------------- | ----------------- | ----------------- | ----------------- | ----------------- | ----------------- | ------- |
| Nursułtan Mamajew        | 58 kg (m)   | Bayoumi P 0-1     | NQ                | NQ                | NQ                | NQ                | NQ                | NQ      |
| Gulnafis Aitmuchambetowa | 67 (k)      | Anić P 11-15      | NQ                | NQ                | NQ                | NQ                | NQ                | NQ      |
| Feruza Jergeszowa        | +67 kg (k)  | Rajher P 16-17    | NQ                | NQ                | NQ                | NQ                | NQ                | NQ      |

### Tenis ziemny
Mężczyźni
| Zawodnik          | Konkurencja    | 1/32             | 1/16             | 1/8              | Ćwierćfinały     | Półfinały        | Finał            | Finał   |
| Zawodnik          | Konkurencja    | Przeciwnik Wynik | Przeciwnik Wynik | Przeciwnik Wynik | Przeciwnik Wynik | Przeciwnik Wynik | Przeciwnik Wynik | Pozycja |
| ----------------- | -------------- | ---------------- | ---------------- | ---------------- | ---------------- | ---------------- | ---------------- | ------- |
| Michaił Kukuszkin | gra pojedyncza | Simon P 4-6, 2–6 | NQ               | NQ               | NQ               | NQ               | NQ               | NQ      |

Kobiety
| Zawodniczka                            | Konkurencja    | 1/32                | 1/16                       | 1/8                            | Ćwierćfinały        | Półfinały           | Finał               | Finał   |
| Zawodniczka                            | Konkurencja    | Przeciwniczka Wynik | Przeciwniczka Wynik        | Przeciwniczka Wynik            | Przeciwniczka Wynik | Przeciwniczka Wynik | Przeciwniczka Wynik | Pozycja |
| -------------------------------------- | -------------- | ------------------- | -------------------------- | ------------------------------ | ------------------- | ------------------- | ------------------- | ------- |
| Jarosława Szwiedowa                    | gra pojedyncza | Halep W 6-4, 6-2    | Lisicki P 6-4, 3-6, 5-7    | NQ                             | NQ                  | NQ                  | NQ                  | NQ      |
| Galina Woskobojewa                     | gra pojedyncza | Babos P 4-6, 2-6    | NQ                         | NQ                             | NQ                  | NQ                  | NQ                  | NQ      |
| Jarosława Szwiedowa Galina Woskobojewa | gra podwójna   | —                   | Dubois/ Wozniak W 6-2, 6-0 | Kirilenko/ Pietrowa P 3-6, 2-6 | NQ                  | NQ                  | NQ                  | NQ      |

### Wioślarstwo
Mężczyźni
| Zawodnik           | Konkurencja | Eliminacje | Eliminacje | Repasaże | Repasaże  | Ćwierćfinał | Ćwierćfinał | Półfinał | Półfinał | Finał   | Finał   |
| Zawodnik           | Konkurencja | Czas       | Miejsce    | Czas     | Miejsce   | Czas        | Miejsce     | Czas     | Miejsce  | Czas    | Miejsce |
| ------------------ | ----------- | ---------- | ---------- | -------- | --------- | ----------- | ----------- | -------- | -------- | ------- | ------- |
| Władisław Jakowlew | jedynka     | 7:16.34    | 5. (R)     | 7:22.00  | 5. (P EF) | BYE         | BYE         | 7:33.29  | 2. (F E) | 7:36.14 | 28.     |

Kobiety
| Zawodniczka           | Konkurencja | Eliminacje | Eliminacje | Repasaże | Repasaże | Ćwierćfinał | Ćwierćfinał | Półfinał | Półfinał | Finał   | Finał   |
| Zawodniczka           | Konkurencja | Czas       | Miejsce    | Czas     | Miejsce  | Czas        | Miejsce     | Czas     | Miejsce  | Czas    | Miejsce |
| --------------------- | ----------- | ---------- | ---------- | -------- | -------- | ----------- | ----------- | -------- | -------- | ------- | ------- |
| Swietłana Germanowicz | jedynka     | 8:01.94    | 5. (R)     | 7:53.63  | 3. (F E) | BYE         | BYE         | BYE      | BYE      | 8:37.08 | 25.     |

### Zapasy
Mężczyźni – styl wolny
| Zawodnik             | Konkurencja | Kwalifikacje     | 1/8                | Ćwierćfinał          | Półfinał           | Repesaż 1        | Repesaż 2        | Finał            | Finał   |
| Zawodnik             | Konkurencja | Przeciwnik Wynik | Przeciwnik Wynik   | Przeciwnik Wynik     | Przeciwnik Wynik   | Przeciwnik Wynik | Przeciwnik Wynik | Przeciwnik Wynik | Pozycja |
| -------------------- | ----------- | ---------------- | ------------------ | -------------------- | ------------------ | ---------------- | ---------------- | ---------------- | ------- |
| Daulet Nijazbekow    | −55 kg      | BYE              | Hazewinkel W 3-1   | Peker W 3-1          | Otarsułtanow P 1-3 | BYE              | BYE              | Yang KI P 1-3    | 5.      |
| Dauren Żumagazijew   | −60 kg      | BYE              | Esmaeilpour P 1-3  | NQ                   | NQ                 | NQ               | NQ               | NQ               | 12.     |
| Akżurek Tanatarow    | −66 kg      | BYE              | Kwiatkowskyj W 3-1 | Safarjan W 3-1       | Kumar P 1-3        | BYE              | BYE              | Şahin W 3-1      | brąz    |
| Abdulchakim Szapijew | −74 kg      | BYE              | Ouechtati W 3-1    | Hatos P 0-3          | NQ                 | NQ               | NQ               | NQ               | 10.     |
| Jermek Baiduaszow    | −84 kg      | Lashgari P 0-3   | NQ                 | NQ                   | NQ                 | NQ               | NQ               | NQ               | 19.     |
| Tajmuraz Tigijew     | −96 kg      | Gadisow P 1-3    | NQ                 | NQ                   | NQ                 | NQ               | NQ               | NQ               | 14.     |
| Daulet Szabanbaj     | −120 kg     | BYE              | Chintoan W 3-1     | Modzmanaszwili P 0-3 | NQ                 | BYE              | Ruíz W 5-0       | Machow P 1-3     | 5.      |

Mężczyźni – styl klasyczny
| Zawodnik             | Konkurencja | Kwalifikacje     | 1/8              | Ćwierćfinał      | Półfinał         | Repesaż 1        | Repesaż 2        | Finał            | Finał   |
| Zawodnik             | Konkurencja | Przeciwnik Wynik | Przeciwnik Wynik | Przeciwnik Wynik | Przeciwnik Wynik | Przeciwnik Wynik | Przeciwnik Wynik | Przeciwnik Wynik | Pozycja |
| -------------------- | ----------- | ---------------- | ---------------- | ---------------- | ---------------- | ---------------- | ---------------- | ---------------- | ------- |
| Ałmat Kebispajew     | −60 kg      | Temirow W 3-0    | Liendo W 3-1     | Norouzi P 0-3    | NQ               | BYE              | Angełow W 3-0    | Matsumoto P 0-5  | 5.      |
| Darchan Bajachmetow  | −66 kg      | Maksimović W 3-0 | Venckaitis P 1-3 | NQ               | NQ               | NQ               | NQ               | NQ               | 9.      |
| Aschat Dilmuchamedow | −74 kg      | BYE              | Kikiniou P 0-3   | NQ               | NQ               | NQ               | NQ               | NQ               | 15.     |
| Danijał Gadżijew     | −84 kg      | BYE              | Marinow W 3-0    | Chugajew P 0-3   | NQ               | BYE              | Selimau W 3-1    | Gegeszidze W 3-1 | brąz    |
| Nurmachan Tinalijew  | −120 kg     | Eurén P 0-3      | NQ               | NQ               | NQ               | NQ               | NQ               | NQ               | 18.     |

Kobiety
| Zawodniczka      | Konkurencja | Kwalifikacje        | 1/8                 | Ćwierćfinał         | Półfinał            | Repasaż 1           | Repasaż 2           | Finał               | Finał   |
| Zawodniczka      | Konkurencja | Przeciwniczka Wynik | Przeciwniczka Wynik | Przeciwniczka Wynik | Przeciwniczka Wynik | Przeciwniczka Wynik | Przeciwniczka Wynik | Przeciwniczka Wynik | Miejsce |
| ---------------- | ----------- | ------------------- | ------------------- | ------------------- | ------------------- | ------------------- | ------------------- | ------------------- | ------- |
| Żuldyz Eszimowa  | −48 kg      | BYE                 | Kaladzinskaja P 0-5 | NQ                  | NQ                  | NQ                  | NQ                  | NQ                  | 15.     |
| Jelena Szałygina | −63 kg      | Ostapczuk P 0-5     | NQ                  | NQ                  | NQ                  | NQ                  | NQ                  | NQ                  | 15.     |
| Guzel Maniurowa  | −72 kg      | BYE                 | Hamaguchi W 3-1     | Worobjowa P 0-5     | NQ                  | BYE                 | Burmistrowa W 3-0   | Wang J W 3-1        | brąz    |